# سیارک ۱۷۵۱۸
سیارک ۱۷۵۱۸ (به انگلیسی: 17518 Redqueen، نامگذاری:1992YD) هفده هزار و پانصد و هجدهمین سیارک کشف شده‌است که در ۱۸ دسامبر ۱۹۹۲ کشف شد.